# Chimarra consimilis
Chimarra consimilis är en nattsländeart som beskrevs av Martynov 1912. Chimarra consimilis ingår i släktet Chimarra och familjen stengömmenattsländor. Inga underarter finns listade i Catalogue of Life.